# Sakutaro Hagiwara

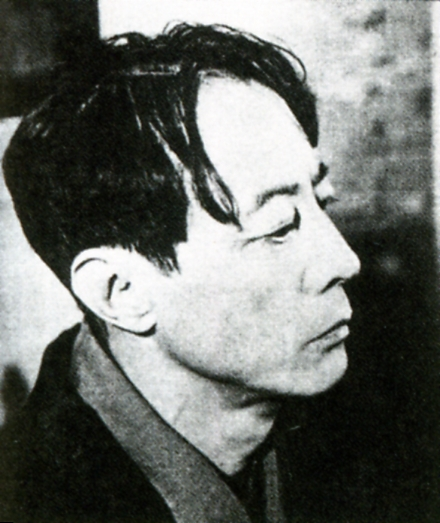
Sakutarō Hagiwara

Sakutaro Hagiwara född 1 november 1886 i Maebashi, död 11 maj 1942 i Tokyo, var en japansk lyriker.
Hagiwara påbörjade flera utbildningar som han senare avbröt och sysselsatte sig under en period med musik.